# Парфем: Хронологија једног злочина (филм)
Парфем: Хронологија једног злочина је немачки филм из 2006. године у режији Тома Тиквера. Филмска прича је заснована на истоименом роману Патрика Зискинда из 1985. године.